# Sixte Quintana Cascante
Sixte Quintana Cascante (Barcelona, 1922 - 1977) fou dirigent esportiu.
Va practicar el futbol, l'automobilisme i l'esquí abans de començar la seva etapa de dirigent. El seu primer càrre el va tenir a la Federació Catalana de Bàsquet, de la qual va ser vicepresident al principi dels anys cinquanta, també va ser membre de la junta directiva del Reial Automòbil Club de Catalunya (RAAC), fent les funcions de comissari esportiu en moltes competicions, i del FC Barcelona sota la presidència de Francesc Miró Sans. Els càrrecs en el RACC i el Barça els va compaginar amb la presidència de la Federació Catalana d'Esquí precedent de la Federació Catalana d'Esports d'Hivern, del 1958 al 1964. Després d'una brillant etapa de vuit anys al capdavant de la federació, en la qual l'esquí català va consolidar el seu prestigi esportiu i organitzador, el 1967 va ser designat president del Comitè Espanyol de Bobsleigh, dependent directament de la Delegación Nacional de Educación Física y Deportes, que el 1969 es va convertir en federació. Com a president d'aquesta nova federació, va viure una altra brillant etapa en la qual l'equip espanyol de bob a quatre va ser subcampió d'Europa l'any 1970. Rebé la medalla de plata al mèrit esportiu de la Delegación Nacional de Deportes el 1963.